# Je suis Pilgrim
Je suis Pilgrim (I Am Pilgrim) est un thriller de Terry Hayes paru en 2013 au Royaume-Uni et en France l'année suivante. Il s'agit du premier roman de l'auteur.

## Résumé
Un ancien agent d'une branche secrète du renseignement américain s'est retiré dans l'anonymat après avoir écrit le livre de référence sur la criminologie. Cependant, ce livre semble avoir largement servi à un meurtrier pour commettre son forfait. L'agent est amené à reprendre le service quand le renseignement fait appel à lui pour contrer les plans du Sarrasin, un ancien moudjahidin qui menace de déclencher une épidémie de variole aux États-Unis.

## Accueil critique
Si Je suis Pilgrim est souvent envisagé comme un roman de détente, le refus d'un manichéisme trop évident et l'analyse de la société post-11 septembre sont appréciés : l'auteur est comparé à John Le Carré. Dans L'Écho, le critique Pierre Degouy souligne le réalisme qui se dégage du récit: «Nul doute que la réalité de terrain ne doit pas être bien éloignée de la fiction de ce thriller efficace». Dans le magazine québécois L'Actualité, la critique salue la «fusion parfaite entre le thriller et le roman d'espionnage». Dans le New York Times, Janet Maslin reconnaît que le livre est riche en rebondissements et plus fin qu'on pourrait le croire mais elle regrette une fin abrupte et un style littéraire parfois poussif.
Le roman a reçu le British Book Award du «Thriller ou roman policier de l'année» en 2014. L'année suivante, l'édition française reçoit le prix des lecteurs du Livre de poche.

## Adaptation cinématographique
Les droits du scénario pour l'adaptation en film sont achetés en juillet 2014 par la Metro-Goldwyn-Mayer. La réalisation du premier film de la franchise a été confiée à Matthew Vaughn. Mais Vaughn s'étant retiré du projet, ce sera James Gray qui devrait réaliser le film. Cepandant, dix ans après, le film n'a pas été produit.